# Hughes (Wisconsin)
Hughes – miasto w Stanach Zjednoczonych, w stanie Wisconsin, w hrabstwie Bayfield.